# Rochelle (Illinois)
Rochelle és una població dels Estats Units a l'estat d'Illinois. Segons el cens del 2000 tenia 9.424 habitants.

## Demografia
Segons el cens del 2000, Rochelle tenia 9.424 habitants, 3.688 habitatges, i 2.415 famílies. La densitat de població era de 487,1 habitants/km².
Dels 3.688 habitatges en un 33,4% hi vivien nens de menys de 18 anys, en un 49,7% hi vivien parelles casades, en un 11,1% dones solteres, i en un 34,5% no eren unitats familiars. En el 29,3% dels habitatges hi vivien persones soles el 12,1% de les quals corresponia a persones de 65 anys o més que vivien soles. El nombre mitjà de persones vivint en cada habitatge era de 2,52 i el nombre mitjà de persones que vivien en cada família era de 3,13.
Per edats la població es repartia de la següent manera: un 27,1% tenia menys de 18 anys, un 10,1% entre 18 i 24, un 28,7% entre 25 i 44, un 19,6% de 45 a 60 i un 14,5% 65 anys o més.
L'edat mediana era de 34 anys. Per cada 100 dones de 18 o més anys hi havia 93,1 homes.
La renda mediana per habitatge era de 37.984 $ i la renda mediana per família de 46.563 $. Els homes tenien una renda mediana de 35.890 $ mentre que les dones 25.058 $. La renda per capita de la població era de 18.139 $. Aproximadament el 7,6% de les famílies i el 10,4% de la població estaven per davall del llindar de pobresa.

## Poblacions més properes
El següent diagrama mostra les poblacions més properes.